# Ölsta, Sigtuna kommun
Ölsta är en bebyggelse i Odensala socken i Sigtuna kommun i Stockholms län. Ölsta ligger väster om Märsta, norr om Steningehöjden på norra sidan av länsväg 264. Vid tätortsavgränsningarna från 2015 till 2023 klassades området som en del av tätorten Steningehöjden. Från 2023 klassas den åter som en separat småort. 